# Nicolas Swaim
Nicolas Benjamin Swaim (8 de novembro de 1977) é um futebolista e treinador de futebol das Marianas Setentrionais que atua como zagueiro ou meio-campista.

## Carreira
Swaim, que iniciou a carreira de jogador em 2008, aos 30 anos de idade, atuou somente pelo MP United (principal clube de futebol norte-marianense). No mesmo ano, estreou pela Seleção Norte-Marianense[carece de fontes?] (que não é membro da FIFA, porém é associada à CAF), onde é o recordista de jogos disputados (16 no total), além de ter feito 2 gols (contra Mongólia, em 2009, e Macau, em 2014). Ele também chegou a ser treinador dos Blue Ayuyus em uma partida, também em 2008.

## Links
- Nicolas Swaim em National-Football-Teams.com
- Perfil de Nicolas Swaim em Soccerpunter.com